# C/1999 S4 (LINEAR)
C/1999 S4 (LINEAR) — долгопериодическая комета, открытая 27 сентября 1999 года в рамках проекта LINEAR.
Ближе всего к Земле комета подошла 22 июля 2000 года, на расстояние 0,3724 a. e. (55 млн км).
Ядро кометы, по оценкам, имеет размеры около 0,9 км в диаметре. До разрушения кометы темп пылевой и водной эрозии составлял приблизительно 1 см в день. Комета стала более яркой около 5 июля 2000 года и в это время произошло частичное разрушение. Следующее поярчание кометы произошло 20 июля 2000 года, затем комета разрушилась. Опубликованные данные оптических и радионаблюдений подтвердили, что основное разрушение ядра началось 23 июля 2000 года. Пылевое облако расширилось со скоростью около 20 м/с, фрагменты кометы разлетались со скоростями около 7 м/с. Как известно, некоторые кометы исчезали таким же образом, но данный объект является первым, чьё разрушение наблюдалось в реальном времени.
Орбита долгопериодической кометы получается при  вычислении оскулирующей орбиты на эпоху после покидания кометой области планет; вычисление производится относительно центра масс Солнечной системы. По данным системы эфемерид JPL Horizons барицентрические элементы орбиты на эпоху 1 января 2010 года таковы: большая полуось равна 700 а.е., афелийное расстояние составляет 1400 а.е., период обращения равен приблизительно 18700 лет.